# Helina discreta
Helina discreta este o specie de muște din genul Helina, familia Muscidae. A fost descrisă pentru prima dată de Wulp în anul 1896. Conform Catalogue of Life specia Helina discreta nu are subspecii cunoscute.